# Nesiotites hidalgo
Nesiotites hidalgo là một loài động vật có vú trong họ Soricidae, bộ Soricomorpha. Loài này được Bate mô tả năm 1945.